# 버킹엄궁

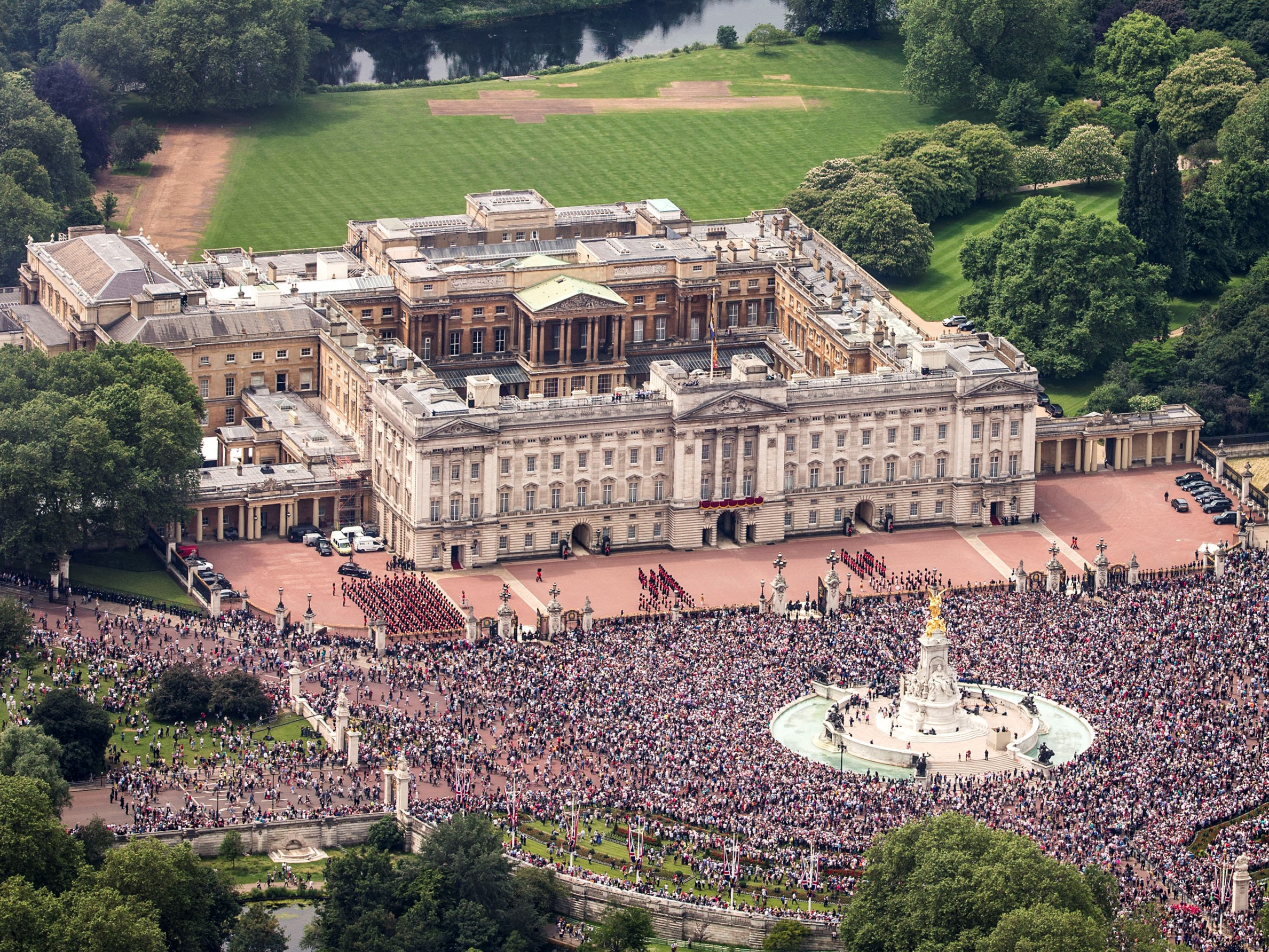
2016년 엘리자베스 2세 여왕의 공식적인 90세 생일 축하 행사 중 버킹엄 궁전 항공 전경

버킹엄 궁전(Buckingham Palace)은 영국 런던 시티오브웨스트민스터에 있는 궁전이다. 1703년 버킹엄 공작 존 셰필드의 저택으로 세워진 것을 1761년에 조지 3세에게 양도되어 지금의 모습으로 증개축을 한 후 사저로 이용되다가 1837년 빅토리아 여왕의 즉위식 때에 궁전으로 격상되어 이후 역대 군주들이 상주하였다. 영국 군주의 공식적인 사무실 및 주거지로 쓰이고 있기 때문에 현재 영국 왕실의 대명사이기도 하다.
2만m²의 호수를 포함해 약 17만m²에 이르는 대정원, 그리고 무도회장, 음악당, 미술관, 접견실과 도서관 등이 들어서있다. 버킹엄 궁의 방수는 알현실 19개, 손님용 침실 52개, 스태프용 침실 188개, 사무실 92개, 욕실 78개를 포함하여 총 775개이다. 궁전에 근무하는 사람의 수는 약 450명, 연간 초대객은 4만 명이나 된다고 한다. 왕족들을 보필하는 시종 50명은 같은 궁에 머물며, 기타 다른 시종들은 왕실 마구간인 로열 뮤스(Royal Mews)에 기거한다. 더불어 궁전의 내외 호위를 담당하는 왕실 근위병 교대식은 볼거리로 매우 유명하다.
궁전 앞의 원형광장에는 빅토리아 기념비가 세워져 있고 그 너머로는 세인트 제임스 공원과 트라팔가 스퀘어로 이어지는 더 몰 산책로가 우거진 플라타너스 가로수를 따라 자리잡고 있다. 광장 한켠에는 1833년 왕실 근위대 막사로 건립된 웰링턴 막사가 있다. 현재는 근위대 박물관과 근위대 예배당이 들어서 있다.

## 역사

### 초기 역사
현재 버킹엄궁이 들어서 있던 곳은 중세에 그저 평범한 장원의 일부였다. 이 곳은 축축하고 강이 흘러가는 습지대였기 때문에, 사람들의 관심이 상대적으로 적은 장소였다. 장원의 주인은 시간이 지나며 끊임없이 변했다. 참회왕 에드워드와 그의 부인이 공동으로 소유하기도 하였으며, 노르만인들이 영국으로 밀려온 후에는 윌리엄 1세가 차지했다. 윌리엄 1세는 이 곳을 그의 수하에게 하사했으며, 결국에는 웨스트민스터 사원의 사제들의 소유로 이전되었다.
1531년에, 헨리 8세는 웨스트민스터 사원에서 이 장원의 소유권을 다시 돌려받았다. 이로 인해 현재 버킹엄 궁전의 부지가 윌리엄 1세가 교회에게 넘겨준 지 약 500여년 만에 다시 왕실의 소유로 돌아오게 된다.

### 저택의 건설

#### 고링 저택
이 곳에 지어진 첫 번째 저택은 윌리엄 블레이크 경이 1624년에 지은 것으로 보인다. 그의 뒤를 이어 장원의 주인이 된 고링 경은 1633년에 블레이크 경이 지어놓은 저택을 대폭 확장시키고, 특히 저택 주변의 정원을 뽕나무로 아름답게 꾸몄다. 이 정원은 아직까지도 이어져내려오고 있다. 하지만 이러한 노력에도 불구하고 그는 이 정원에 대한 소유권을 인정받지 못하였는데, 이는 찰스 1세가 그의 정원에 대해 허가를 내주기 전에 도망을 가버렸기 때문이었다. 이는 결국 나중에 조지 3세가 이 장원에 대한 소유권을 주장하게 되는 계기가 된다.

#### 알링턴 저택
낭비벽이 있었던 고링 경은 결국 이 저택에 대한 소유권조차 잃어버렸고, 그를 대신하여 초대 알링턴 백작이었던 헨리 베넷 경이 이 영지를 갖게 된다. 1674년에 고링 하우스가 전소하자 베넷 경은 그 자리에 알링턴 저택을 대신 짓게 된다. 이 자리에는 현재 궁전의 남쪽 날개가 들어서 있다. 1698년에는 버킹엄 공작 존 셰필드가 이 장원을 구입하게 된다.

#### 버킹엄 저택

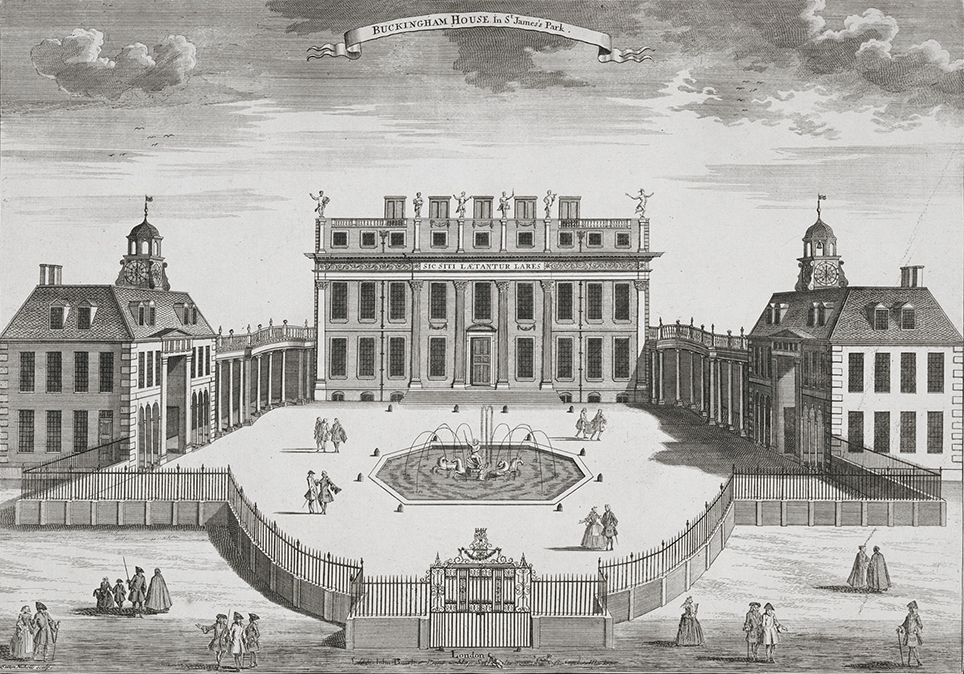
버킹엄 하우스, 1710년

현재 버킹엄 궁전의 기본적인 골조는 버킹엄 공작 존 셰필드가 1703년에 지은 버킹엄 저택에서 기인한다. 거대한 3층 중앙 건물이 가운데에 버티고 있고, 두 개의 날개가 양 옆에 서있는 형식으로 지어졌다. 버킹엄 저택의 소유권은 1761년에 버킹엄 공작의 아들이 조지 3세에게 21,000파운드에 다시 팔아넘긴다.

### 영국 왕의 별궁
거의 600여년 만에 다시 왕가의 소유로 되돌아온 버킹엄 저택은 다시 대대적인 공사를 거치게 된다. 조지 3세는 이 곳을 자신의 왕비 샤를로트를 위한 별궁으로 짓기 위해 사들였으며, 이로 인해 이 곳은 '퀸즈 하우스', 즉 왕비의 궁으로 불리게 된다. 1762년에 리모델링 공사에 들어갔고, 1775년에 영국 의회는 왕비가 서머셋 하우스(당시 왕실 소유의 궁전이었다)를 포기하는 대신에 이 곳을 정식으로 왕비의 궁전으로 인정하게 된다. 칼톤 하우스에서 가구들을 들여왔고, 일부는 프랑스 대혁명을 겪고 있던 프랑스에서 밀수해오기도 하였다. 1791년에는 정식으로 버킹엄 궁전이라는 칭호를 얻게 된다.
이어 왕위에 오른 조지 4세는 처음에는 이 곳을 작은 휴식용 별궁으로 계속 사용하려 하였으나, 1826년에 마음을 바꾸어 건축가 존 내쉬의 충고에 따라, 벽돌집이었던 버킹엄 하우스를 궁전으로 개조하려 하였다. 이 때 궁전의 정면 파사드가 지어졌고, 바스산 석재로 장식하여 외관을 바꾸고 정문을 설치하면서 신고전주의 양식의 궁전으로 다시 태어났다. 궁의 서쪽 부분이 마련되는 것도 이때다.
다만 조지 4세의 치하 아래에서 완전히 완공된 것은 아니고, 그의 뒤를 이은 윌리엄 4세 때 되어서야 모두 완공되어 궁전으로서의 기능을 하게 된다.

### 정식 왕궁으로의 승격
1837년 빅토리아 여왕이 등극하자 바로 이 궁전에 거처를 정하게 되었다. 왕실이 이 곳으로 입주하게 된 이후, 버킹엄 궁전의 화려하기 짝이 없는 인테리어와 외관에 비해, 상대적으로 불편하다는 평이 주로 나왔다. 예를 들어 워낙 궁전의 굴뚝에서 연기가 많이 나서 불을 세게 땔 수 없었고, 이로 인해 왕과 귀족들은 추위에 떨어야만 했다. 게다가 환기가 전체적으로 안되었기 때문에 궁전 내부에서는 냄새가 났고, 청소부들은 제대로 업무를 보지 않았으며 궁의 복도와 방들은 심각할 정도로 더러웠다. 1840년대에 빅토리아 여왕이 알버트 공과 결혼하고 난 후, 알버트 공은 궁전 관리인들을 모두 교체하였고, 궁전을 다시 개조하여 제대로 된 왕궁을 만들기 위해 노력하였다. 그의 노력에 힘입어, 1840년 말에는 거의 대부분의 문제들이 해결되었다.
1847년에, 여왕 부부는 왕궁이 귀족들과 왕족들이 모두 모이기에는 지나치게 협소하다는 생각에 동의하게 된다. 이로 인해 궁전에 새로운 날개를 신축하는 공사가 이루어졌고, 이 때 사각형 모양의 안마당을 둘러싸는 형태의 액자 형태의 궁전 형식이 완성되게 되었다. 이 때 지어진 동쪽 날개는 지금까지도 버킹엄 궁전의 정면, 즉 대중들에게 가장 잘 알려진 부분이며 왕들과 여왕들이 바로 이 곳에 있는 발코니에서 대중들에게 인사하고 근위병들을 사열한다.
알버트 공이 사망하기 전까지, 궁전에서는 종종 음악회가 열렸다. 이 곳에서는 물론 당연하겠지만 가장 재능있고 유명한 음악인들이 주로 공연을 하였다. 요한 스트라우스 2세가 영국을 방문했을 때 이 곳에서 공연을 하였으며, 또한 그는 1849년에 여왕의 딸 앨리스를 기념하는 뜻으로 '앨리스 폴카'를 이 곳에서 처음 시연했다. 빅토리아 여왕의 기나긴 치세 아래, 이 곳은 수많은 음악회, 왕실 연회, 알현 행사들이 이루어졌다.
1861년에 알버트 공이 사망하자, 빅토리아 여왕은 크게 시름에 빠지게 되고 결국 버킹엄 궁전을 떠나 윈저 성에서 대신 거주하기로 결정한다. 이후 몇 년 동안 왕궁은 거의 비워진 상태로 남아있게 된다. 궁전이 오랫동안 비워진 상태로 남아있자, 1864년에는 여왕을 모독하는 내용의 쪽지가 궁전의 벽면에 크게 게시될 정도였다. 이러한 상황이 계속되자 결국 여론과 의회는 여왕이 다시 런던으로 돌아올 것을 원했지만 여왕은 그 제안을 한사코 거부했다. 여왕은 여전히 윈저 성에 머물르며 공식 행사를 치렀고, 공식 석상에 등장할 때마다 그녀는 애도의 뜻을 나타내는 검은색 옷차림을 하고 있었다.

### 현대의 왕궁

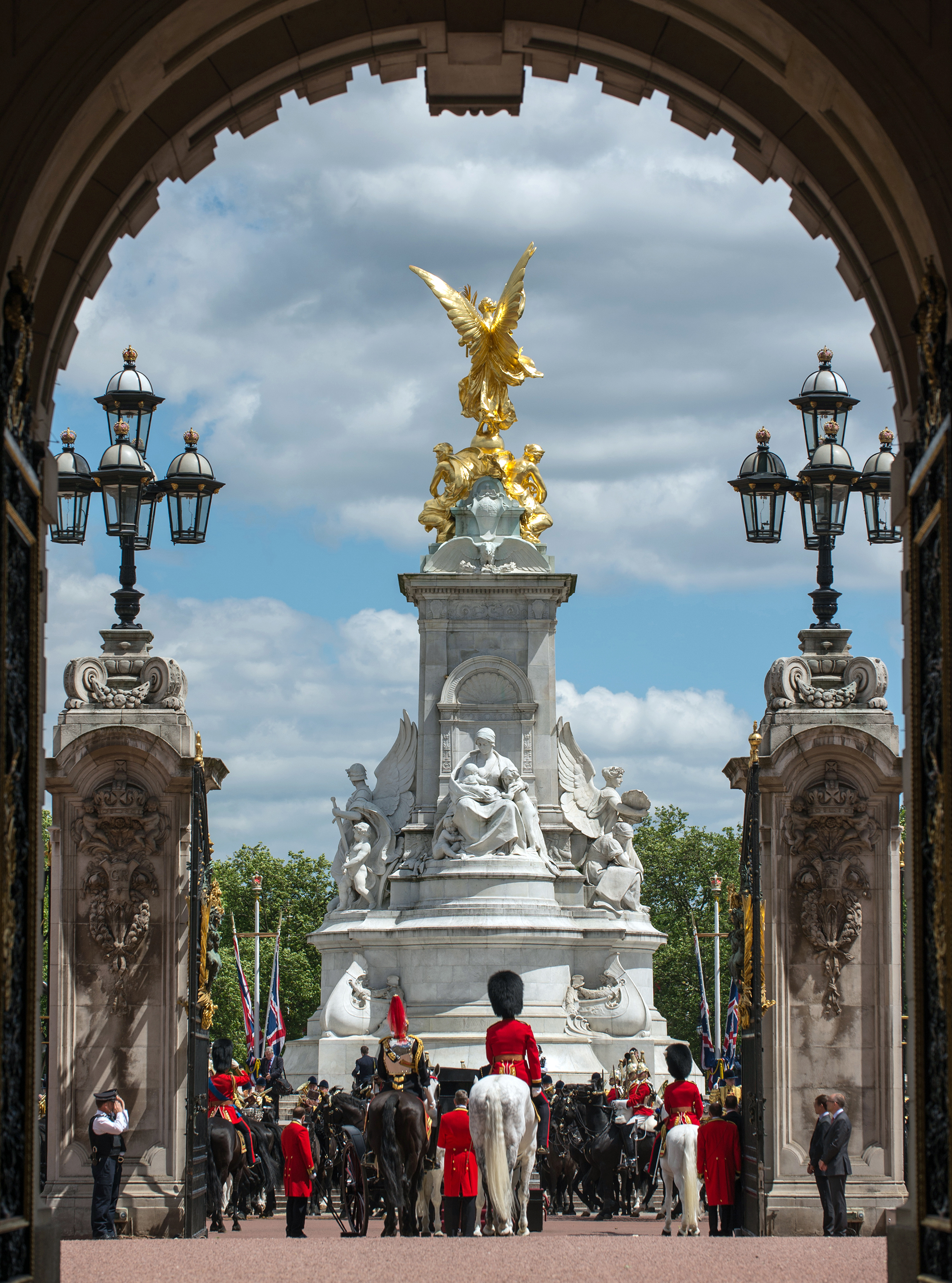
2015년 Trooping the Color 드레스 리허설에서 궁전 안에서 본 빅토리아 기념관

1901년에 빅토리아 여왕이 서거하고 에드워드 7세가 그녀의 뒤를 잇자, 버킹엄 궁전은 다시 한번 전성기를 맞게 된다. 왕과 그의 왕비는 런던 상류층에서도 가장 패션과 스타일에 신경쓰는 사람들로 손꼽혔다. 그들은 궁전에 새롭게 정문, 대리석 홀, 계단들을 단장하였으며, 궁전 내부 전체를 크림색과 황금색으로 통일하여 색을 칠하게 된다. 이는 왕궁을 유례없이 화려하고 웅장하게 만들었으나, 다만 내쉬가 초기에 지었던 원래의 건축 의도들과는 약간 부조화스러운 부분들이 있게 되었다.
조지 5세의 재위 기간 동안, 1913년에 왕궁의 동쪽 정면 파사드를 다시 리모델링하여 신축하게 된다. 조지 5세는 그의 부친 에드워드 7세와는 다르게, 왕궁의 기능을 사적 향락 대신 공식적 업무나 상징성에 더 비중을 두었다. 그의 부인 메리 왕비는 예술에 큰 관심을 갖게 되었고, 왕실 수집품에 지대한 열정을 보이게 된다. 또한 그녀는 왕궁 내부에 수많은 가구들과 융단들을 새로 깔았고, 왕궁 내부의 방들도 새롭게 단장하였다.
제 1차 세계대전 동안 왕실을 윈저 성으로 대피했고, 그들을 따라 왕실 예술품들도 함께 윈저 성으로 옮겨지게 된다. 전쟁 기간 동안 왕은 왕실 일원들의 반대에도 불구하고, 왕실에게 배급제를 실시하도록 명령했다. 나중에 왕이 쓴 회고록에 의하면 당시 몇 영국 정치인들은 그에게 사회에게 모범을 보이기 위하여 주류를 금하는 것을 권유하기도 했다고 한다. 하지만 이에 불구하고 사회 계층들은 여전히 술을 마셨고, 결국 왕은 이 같은 조치에 불만을 품기도 했다고 한다.
제 2차 세계대전에 버킹엄 궁전은 심각한 피해를 입었다. 무려 9번이나 공습을 당했으며 1940년의 공습은 왕실 예배당을 완전히 무너뜨리기까지 하였다. 이와 같은 피해는 국민들에게 부유층과 왕실도 그들과 함께한다는 것을 보여주기 위해 영국 전역에 신속하게 보도되었다. 한 번은 왕실 가족들이 모두 왕궁에 있던 때에 안마당 내부에 폭탄이 떨어져 궁전의 유리창들이 모두 박살난 일도 있었다. 왕실 일원들은 모두 책임있는 자세로 언론에 자신들의 모습을 그대로 방영하게 했고, 이는 전쟁 기간 내내 영국 국민들이 나름대로 버틸 수 있던 자부심의 원천이 되었다.
매년 50,000명에 달하는 인원들이 버킹엄 궁전으로 초대받는다. 여름에는 이 곳에서 파티가 열리며, 궁전의 앞마당에서는 매일 근위병 교대식이 열린다. 이는 영국의 가장 상징적인 관광 명물이기도 하다.
윈저 성과 마찬가지로, 이 곳은 왕실 자체의 소유이기 때문에 심지어 왕 본인도 이 곳을 마음대로 할 수 없다. 이 곳에 전시되어 있는 거의 대부분의 예술품과 장식품들은 왕실 수집품들에 들어가며 퀸즈 갤러리에서 대중의 관람이 허용된다. 왕궁의 알현실은 1993년 이래로 8월과 9월 사이에 제한된 인원들에게 한정하여 공개된다. 현재 버킹엄 궁은 7~9월에 일반인 입장이 가능하다. 입장료는 윈저 성을 복원하는 비용을 충당하기 위한 기금으로 사용된다. 2017년 3월까지 580,000명이 왕궁을 관람했으며 154,000명이 퀸즈 갤러리를 방문했다.
여왕이 궁전 내부에 있을 때에는 궁전에 영국 왕실 깃발이 올라가고, 없을 때에는 깃발이 올라가지 않는다.

## 근위병 교대식
영국의 명물이자 중요한 관광 이벤트인 근위병 교대식은 4월에서 7월까지는 매일 1회, 나머지 철에는 2일에 한 번씩 오전 11시 혹은 11시 30분에 열린다. 근위대는 척탄병 근위대(Grenadier Guards), 콜드스트림 근위대(Coldstream Guards), 스코트인 근위대(Scots Guards), 아일랜드인 근위대(Irish Guards), 웨일스인 근위대(Welsh Guards) 등 다섯 부대로 구성되어있다. 근위대는 검은색으로 보일 정도의 짙은 남색깃을 단 붉은색 상의에 검은 곰털로 만든 둥근 통 모양의 모자를 착용한다. 계급이나 부대는 모자의 왼쪽이나 오른쪽에 꽂는 털색과 상의의 단추배열 등으로 구분된다. 특히 왕의 생일에 거행되는 가장 화려한 사열식을 트루핑 더 컬러(Trooping the Color)라고 한다.